# استرپتوکوک اورالیس
استرپتوکوک اورالیس (Streptococcus oralis)، یکی از گونه‌های همزیست استرپتوکوک در دهان است. این باکتری در گروه استرپتوکوک میتیس نیز طبقه بندی شده‌است. استرپتوکوک اورالیس، بیماریزای فرصت طلب است. سویه‌های استرپتوکوک اورالیس، آنزیم‌های نورامینیداز و IgA پروتئاز تولید می‌کنند و نمی‌توانند به آلفا-آمیلاز متصل شوند.